# Michal Šušák
Michal Šušák (* 16. srpna 1977) je český basketbalista hrající Národní basketbalovou ligu za tým BK Sadská. Hraje na pozici pivota.
Je vysoký 201 cm, váží 100 kg.

## Kariéra
- 1998–1999 : BVV Draci Brno
- 1999–2003 : BK Slavia Kroměříž
- 2003–2006 : BK Děčín
- 2006–2007 : BK Sadská

## Statistiky
| Sezóna   | Soutěž      | Odehrané minuty | Průměr na zápas | Body | Průměr na zápas |
| -------- | ----------- | --------------- | --------------- | ---- | --------------- |
| 1999/00  | Mattoni NBL | 774.4           | 21.5            | 191  | 5.3             |
| 2000/01  | Mattoni NBL | 978.1           | 25.7            | 358  | 9.4             |
| 2002/03  | Mattoni NBL | 1053.9          | 32.9            | 449  | 14.0            |
| 2003/04  | Mattoni NBL | 498.3           | 15.6            | 187  | 5.8             |
| 2004/05  | Mattoni NBL | 344.9           | 10.8            | 124  | 3.9             |
| 2004/05  | Český pohár | 9.9             | 9.9             | 10   | 10.0            |
| 2005/06  | Mattoni NBL | 315.9           | 8.1             | 111  | 2.8             |
| 2005/06  | Český pohár | 28.5            | 14.2            | 15   | 7.5             |
| 2006/07* | Mattoni NBL | 329.3           | 17.3            | 122  | 6.4             |

 *Rozehraná sezóna - údaje k 20.1.2007 